# Oscar (film din 1967)
Oscar este un film de comedie a erorilor franțuzesc din 1967, regizat de Édouard Molinaro și avându-l în rolul principal pe Louis de Funès. În acest film, Louis de Funès interpretează un industriaș pe nume Bertrand Barnier care descoperă într-o singură zi că fiica sa este însărcinată, că a fost furat de un angajat și că s-au produs și alte neplăceri asupra familiei și afacerilor sale.
O versiune în limba engleză a filmului a fost realizată în 1991, de regizorul american John Landis, cu același nume și avându-l în rolul principal pe Sylvester Stallone.
În 2014, Oscar a apărut într-o versiune restaurată pe Blu-ray, realizată de Gaumont.

## Rezumat
Christian Martin, un modest contabil într-o mare companie deținută de promotorul imobiliar Bertrand Barnier, își trezește din somn patronul cu scopul de a-i cere o mărire de salariu. Martin urmează să ceară o fată în căsătorie și nu îndrăznește să se prezinte în fața părinților acesteia cu un simplu salariu de angajat.
În fața refuzului lui Barnier, Martin îi dezvăluie faptul că el a deturnat mai mult de 60 de milioane de franci vechi (600.000 de franci noi) prin falsificarea registrelor contabile ale firmei. Amenințat că va fi denunțat la poliție, Martin îi spune patronului că are cunoștință de faptul că Barnier a prezentat declarații false de venituri la fisc. Barnier este obligat să cedeze în fața șantajului și acceptă să-i mărească salariul lui Martin și să-l numească în același timp vicepreședinte al companiei.
Martin îi dezvăluie apoi lui Barnier că tânăra femeie pe care dorește să o ceară în căsătorie este în realitate fiica patronului său. Cu scopul ascuns de a recupera cele 60 de milioane de franci deturnate, Barnier îi propune lui Martin să-i „restituie” suma pentru ca el să i-o ofere fiicei sale drept cadou de nuntă. Totuși, Martin îi spune patronului că a transformat suma de bani în bijuterii și acestea se află la bancă. El pleacă să aducă valiza cu bijuterii. În acest timp, Barnier are o discuție cu fiica sa, Colette. Fără a-l menționa pe Martin, el îi spune că se opune căsătoriei ei, ceea ce-i provoacă plânsul tinerei femei. 
La sfatul servitoarei Bernadette, Colette îi spune tatălui ei că așteaptă un copil pentru ca acesta să nu mai refuze căsătoria. Auzind aceasta, Barnier pare decis să aprobe căsătoria și să-i ofere cele 60 de milioane de franci în bijuterii lui Colette drept cadou de nuntă. Totul pare să fi revenit la normal. Dar înainte ca Martin să se întoarcă de la bancă, o tânără femeie se prezintă la ușa familiei Barnier. Ea îl anunță că este îndrăgostită de Christian Martin și că l-a făcut să creadă că este fiica lui Barnier. Aceasta înseamnă că Martin nu este îndrăgostit de fiica patronului său, ci de o alta. În acest caz, Barnier riscă să nu-și mai poată recupera cele 60 de milioane. El o convinge pe tânăra Jacqueline Bouillotte să se ascundă într-o cameră aflată la etajul casei.
Barnier discută din nou cu Colette și află că ea îl iubește în realitate pe Oscar, șoferul pe care tatăl ei îl concediase cu 15 zile mai înainte. În acel moment, Martin se întoarce de la bancă și Barnier recuperează valiza cu bijuterii, dându-i în schimb o hârtie semnată că patronul îi va da bjuteriile fiicei sale drept cadou de nuntă. Martin află apoi că Jacqueline l-a mințit că ar fi fiica lui Barnier, ceea ce provoacă o dispută între cei doi și ruperea relației.
După plecarea Jacquelinei, Barnier, care a aflat că Oscar plecase într-o expediție polară cu durata de șase ani în urma unei decepții amoroase, îi promite lui Martin că-i va restitui valiza cu bijuterii dacă se va căsători cu fiica lui. Martin ezită, dar, aflând apoi că fiica lui Barnier nu este în realitate însărcinată, încearcă să-l convingă pe patron să aleagă un alt soț pentru fiica sa: masorul său, Philippe Dubois.
În acest timp, servitoarea lui Barnier își anunță demisia și își ia o valiză cu haine; ea părăsește casa pentru a merge să se căsătorească cu baronul Honoré de La Butinière, fost pretendent la mâna lui Colette. Dar înainte de a pleca, ea încurcă valizele și, în loc să o ia pe a ei, ia din greșeală valiza cu bijuterii. 
Barnier încearcă să-și convingă masorul să se căsătorească cu fiica sa, promițându-i că-i va da conținutul valizei drept cadou de nuntă. El are aproape o criză de apoplexie atunci când deschide valiza în care, în loc să găsească bijuteriile, găsește lenjeria intimă a noii baronese, Bernadette.
Martin se întoarce în casă și-i dezvăluie lui Barnier că strecurase printre hârtiile contabile semnate de acesta din urmă și o foaie albă prin care Martin a obținut o împuternicire bancară care i-a permis să scoată alte 60 de milioane de franci din contul lui Barnier. Martin îi propune acestuia să schimbe valiza cu bijuterii cu valiza cu cele 60 de milioane de franci.
Barnier îi dă lui Martin valiza în care credea că este lenjeria intimă a Bernadettei. Fără știrea sa, fosta servitoare se întorsese și schimbase valizele între ele, aducând valiza cu bijuterii. Barnier îi remite deci lui Martin, fără să știe, valiza cu bijuterii și inventează o adresă a lui Jacqueline pentru a scăpa de funcționar. Martin pleacă. În acest timp, Oscar se întoarce la casa familiei Barnier spre bucuria Colettei, dar masorul, care era acum gelos, îl bate. 
După o serie de erori comice, Barnier găsește iarăși valiza cu haine a Bernadettei. După o discuție telefonică cu baronul, noul soț al Bernadettei, Barnier își recuperează valiza cu bijuterii de la Martin care descoperise că adresa lui Jacqueline pe care i-o dăduse patronul era a unei case de toleranță. Barnier, bucuros că-și recuperase valiza cu bijuterii și care inventase anterior o adresă pentru a scăpa de Martin, îi spune că Jacqueline (care revenise cu puțin timp mai înainte) este de fapt în biroul său.
După toate aceste încurcături, o femeie pe nume Charlotte se prezintă la domiciliul familiei Barnier; ea este trimisă de o agenție de plasare cu scopul de a o înlocui pe Bernadette. Aceasta fusese cu peste 20 de ani în urmă servitoarea familiei Barnier. Ea îi spune lui Bertrand că are o fiică, oficial cu tată necunoscut, care este îndrăgostită de un funcționar pe nume Christian Martin. Barnier își dă seama că tânăra în chestiune nu este alta decât Jacqueline. Charlotte îi spune că Jacqueline este de fapt propria fiică a lui Barnier. În stare de șoc, Barnier are nevoie de câteva minute să-și revină și apoi are o stare de bucurie nereținută. În cele din urmă, Oscar se întoarce în casă și totul pare să fi revenit la normal. Barnier acceptă căsătoria lui Martin cu Jacqueline și a lui Oscar cu Colette.
În cele din urmă, în timp ce toți se felicitau unul pe altul, Bernadette sosește discret și fără a spune niciun cuvânt pentru a nu deranja pe nimeni, crezând că iarăși a greșit valiza, schimbă din nou valizele, luând valiza cu bijuterii. Barnier îi dă înapoi lui Martin faimoasa valiză, crezând că este cea cu bijuterii, dar aproape că face o criză de apoplexie atunci când găsește în valiză sutienul Bernadettei. Toată lumea urcă în mașini, motociclete și biciclete pentru a recupera valiza cu bijuterii într-o cursă-urmărire finală.

## Distribuție
- Louis de Funès - Bertrand Barnier
- Claude Gensac - Germaine Barnier, soția lui Bertrand)
- Agathe Natanson - Colette Barnier, fiica lui Bertrand
- Claude Rich - Christian Martin
- Sylvia Saurel/Noël - Jacqueline Bouillotte, fiica naturală a lui Bertrand
- Germaine Delbat - Charlotte Bouillotte, mama Jacquelinei
- Paul Préboist - Charles, majordomul
- Dominique Page - Bernadette, servitoarea devenită baronesă
- Mario David - Philippe Dubois, masorul
- Roger Van Hool - Oscar, șoferul lui Bertrand
- Philippe Valauris - șoferul baronului

## Despre film
- Filmul este o adaptare a unei piese de teatru de succes a lui Claude Magnier, pe care Louis de Funès a interpretat-o în patru rânduri: 1959, 1961, 1971 și 1972.
- Piesa Oscar a fost adaptată de John Landis în 1991 în filmul american Oscar. Rolurile lui Louis de Funès, Claude Gensac și Claude Rich au fost preluate de Sylvester Stallone, Ornella Muti și Vincent Spano.
- Exterioarele casei prezentate în film au fost turnate la villa Stein din Vaucresson (în apropiere de Paris), în timp ce interioarele sunt pur decorative și fără legătură cu opera lui Le Corbusier.

## Vezi și
- Listă de filme Gaumont